# Rouble biélorusse (2000-2016)
Pour les articles homonymes, voir BYR et Rouble biélorusse.
Le rouble biélorusse (code ISO BYR) était la monnaie officielle de la Biélorussie de 2000 à 2016. Son abréviation officielle est Br. 1 rouble est divisé en 100 kapieïkas. Il existe des billets de 100, 500, 1 000, 5 000, 10 000, 20 000, 50 000, 100 000 et 200 000 Br. Il n'y a pas de pièces, ni de billets pour les kapieïkas (abrégés kap).

## Nom
La monnaie garde le même nom qu'avant la réévaluation.

## Valeur monétaire
- 1 Br (BYR) = 100 kap

10 000 Br valent (le 5 juin 2015) :
- EUR 0,587814
- USD 0,653168
- GBP 0,428596
- RUB 37,0405

Le 15 juillet 2014, le rouble biélorusse est coté à 13 926 roubles pour 1 euro.
C'est une des sept devises dont le taux de change est supérieur à 5 000 unités monétaires pour 1 euro. Ce sont (dans l'ordre décroissant de leur valeur en euro) :
- le rial iranien à 35 310 rials pour 1 euro ;
- la roupie indonésienne à 15 684 roupies pour 1 euro ;
- le rouble biélorusse à 13 926 roubles pour 1 euro ;
- le kip laotien à 10 773 kips pour 1 euro ;
- le franc guinéen à 9 396 francs pour 1 euro ;
- le guaraní paraguayen à 5 618 guaranies pour 1 euro ;
- le riel cambodgien à 5 425 riels pour 1 euro.

## Pièces en circulation
Aucune pièce n'a été mise en circulation.

## Billets de banque en circulation
Les billets montrés ci-dessous ont été remplacés lors de la redénomination du rouble le 1er juillet 2016.
| Série 2000 | Série 2000 | Série 2000 | Série 2000     | Série 2000                                        | Série 2000                                                                        | Série 2000           | Série 2000             | Série 2000 |
| Apparence  | Apparence  | Valeur     | Format         | Description                                       | Description                                                                       | Date de 1re émission | Date de fin d'émission |            |
| Recto      | Verso      | Valeur     | Format         | Recto                                             | Verso                                                                             | Date de 1re émission | Date de fin d'émission |            |
| ---------- | ---------- | ---------- | -------------- | ------------------------------------------------- | --------------------------------------------------------------------------------- | -------------------- | ---------------------- | ---------- |
|            |            | 100 Br     | 150 mm × 69 mm | Théâtre national d'opéra et de ballet de Minsk    | Scène du ballet "L'élue" de Iawhen Hlebaw                                         | 1er janvier 2000     | 1er juillet 2016       |            |
|            |            | 500 Br     | 150 mm x 74 mm | Palais de la Culture des Syndicats de Minsk       | Sculptures se trouvant sur le fronton du bâtiment                                 | 1er janvier 2000     | 1er juillet 2016       |            |
|            |            | 1000 Br    | 150 mm x 74 mm | Musée national des beaux-arts de Biélorussie      | Détail du tableau d'Ivan Khroutski "Portrait de la dame aux fleurs et aux fruits" | 1er janvier 2000     | 1er juillet 2016       |            |
|            |            | 5000 Br    | 150 mm x 74 mm | Palais des sports de Minsk                        | Complexe sportif "Rawbitchy"                                                      | 1er janvier 2000     | 1er juillet 2016       |            |
|            |            | 10000 Br   | 150 mm x 74 mm | Panorama de la ville de Vitsiebsk                 | Amphithéâtre d'été de Vitsiebsk                                                   | 16 avril 2001        | 1er juillet 2016       |            |
|            |            | 20000 Br   | 150 mm x 74 mm | Palais des Roumiantsev et des Paskevitch à Homiel | Détail du tableau d'Adam Idzkowski "Palais des Roumiantsev-Paskevitch"            | 21 janvier 2002      | 1er juillet 2016       |            |
|            |            | 50000 Br   | 150 mm x 74 mm | Château de Mir                                    | Collage d'éléments décoratifs du château                                          | 20 décembre 2002     | 1er juillet 2016       |            |
|            |            | 100000 Br  | 150 mm x 74 mm | Château de Niasvij                                | Tableau de Napoleon Orda "Château de Niasvij"                                     | 15 juillet 2005      | 1er juillet 2016       |            |
|            |            | 200000 Br  | 150 mm x 74 mm | Musée des Beaux-Arts de la voblast de Mahiliow    | Collage d'éléments constitutifs du musée                                          | 12 mars 2012         | 1er juillet 2016       |            |